# Hjo stadspark

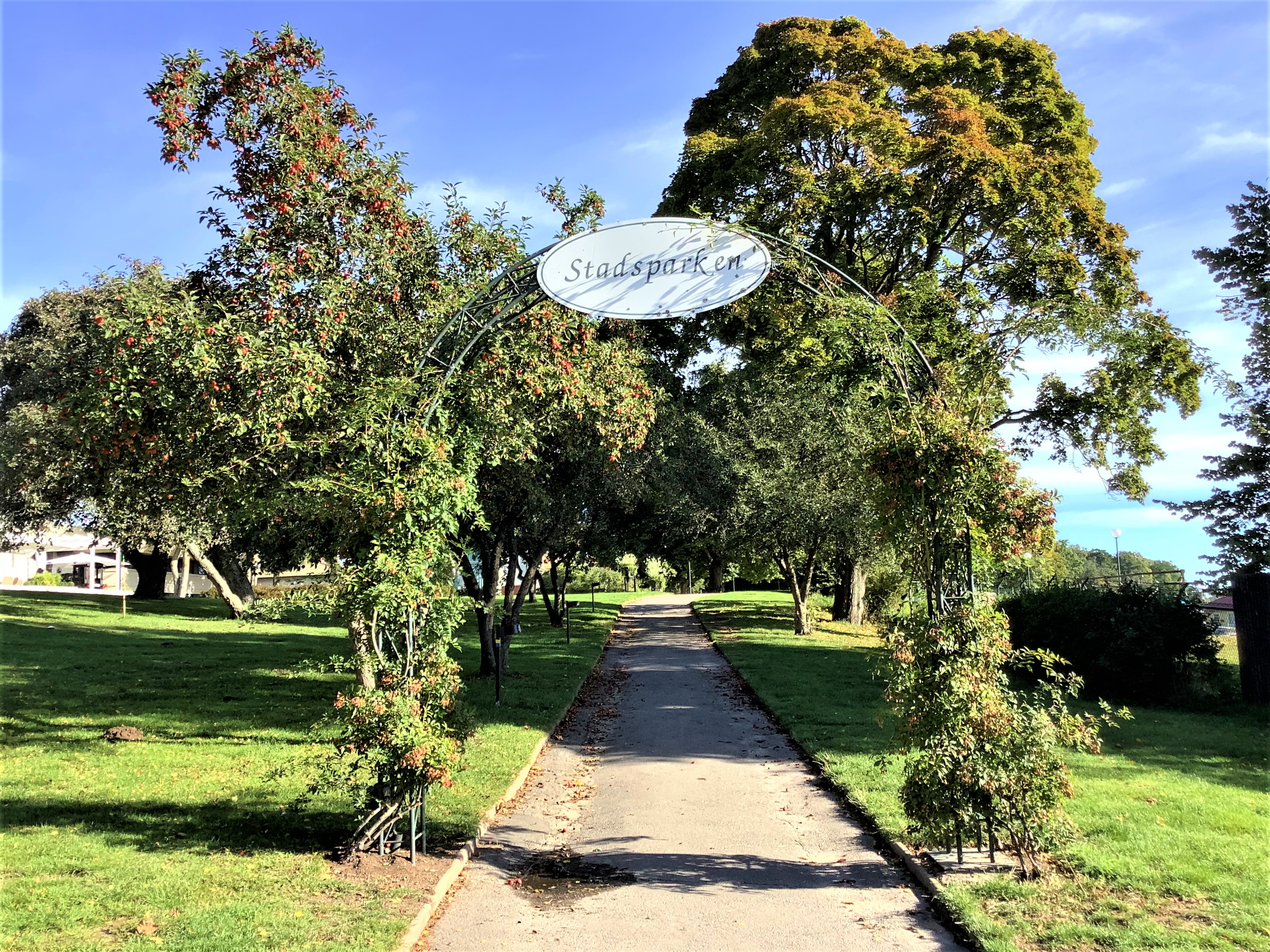
Gångvägen in till Hjo stadspark från söder. Till vänster skymtar Hotell Bellevues uteservering.

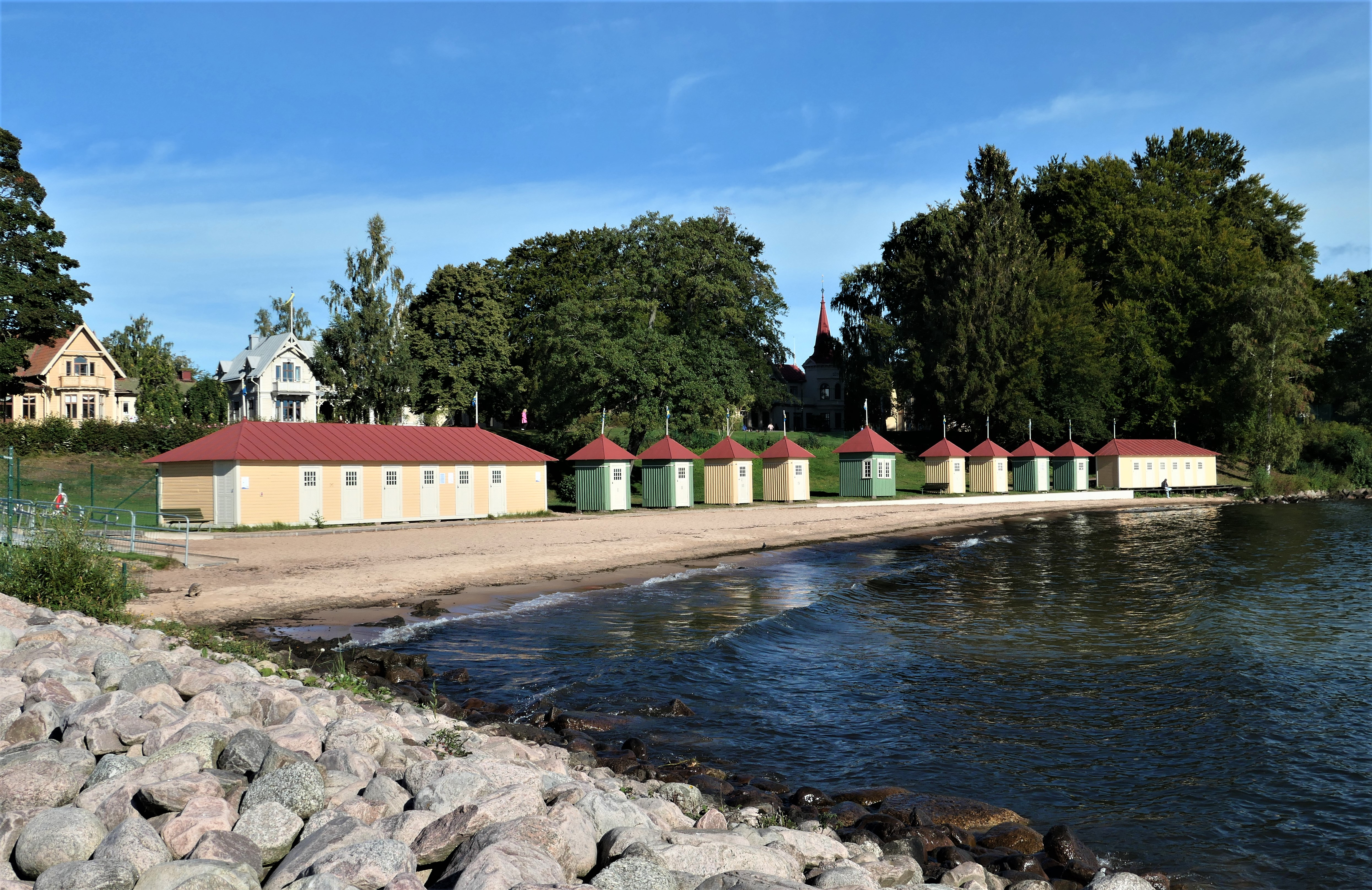
Vy mot parken och Strandbadet i Hjo. I bakgrunden till vänster skymtar Villa Victoria och Villa Flora, till höger Villa Götha.

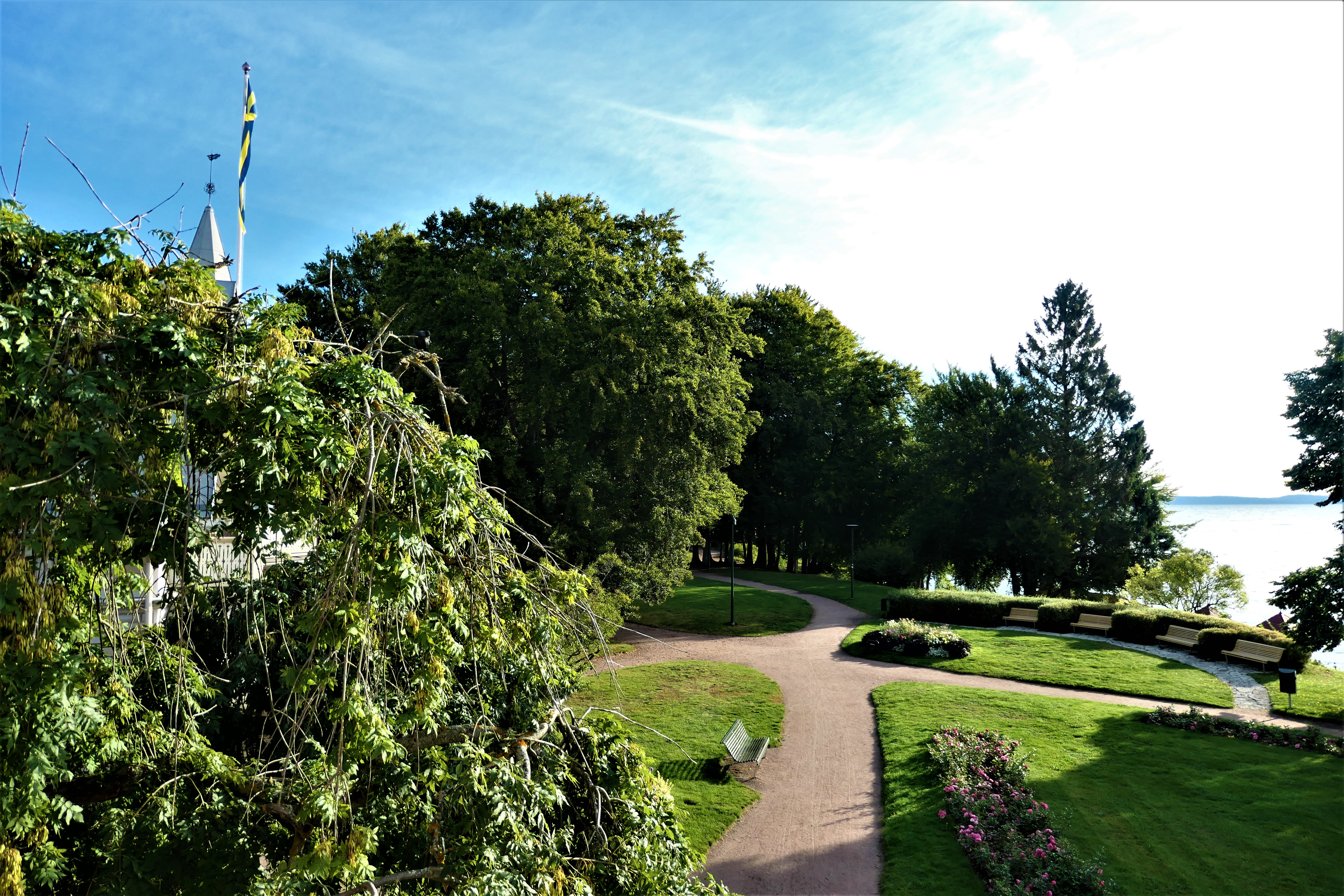

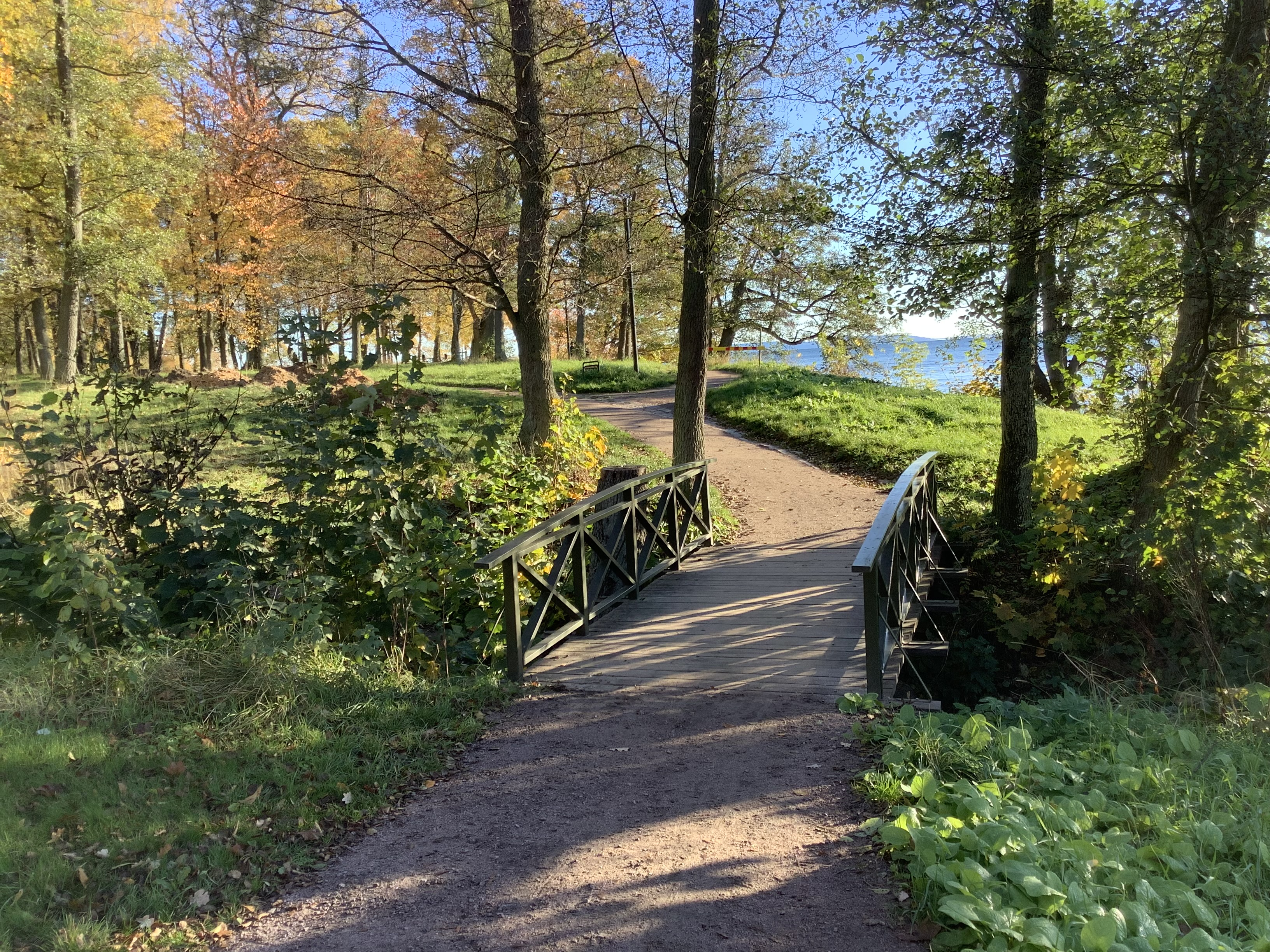

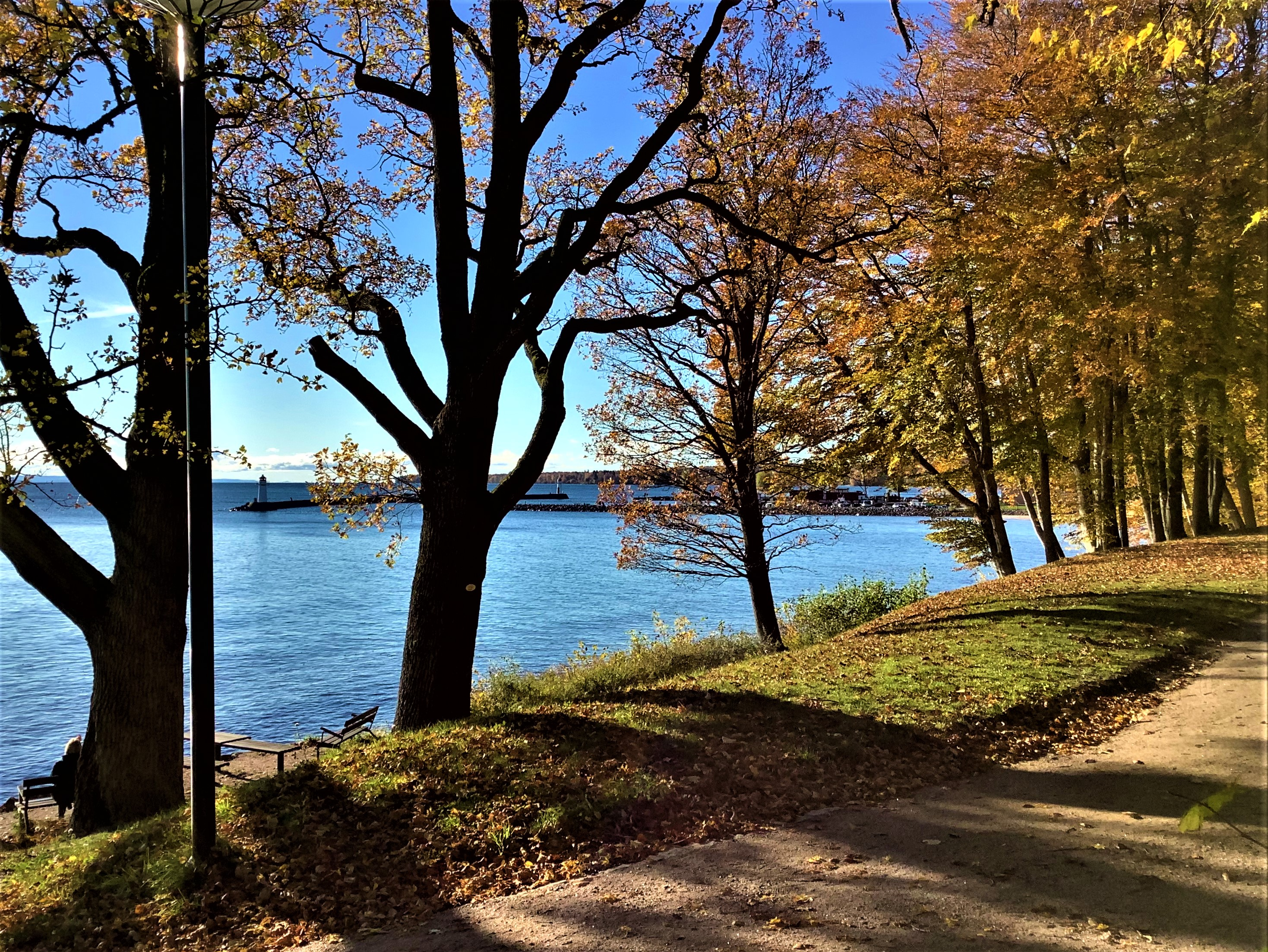

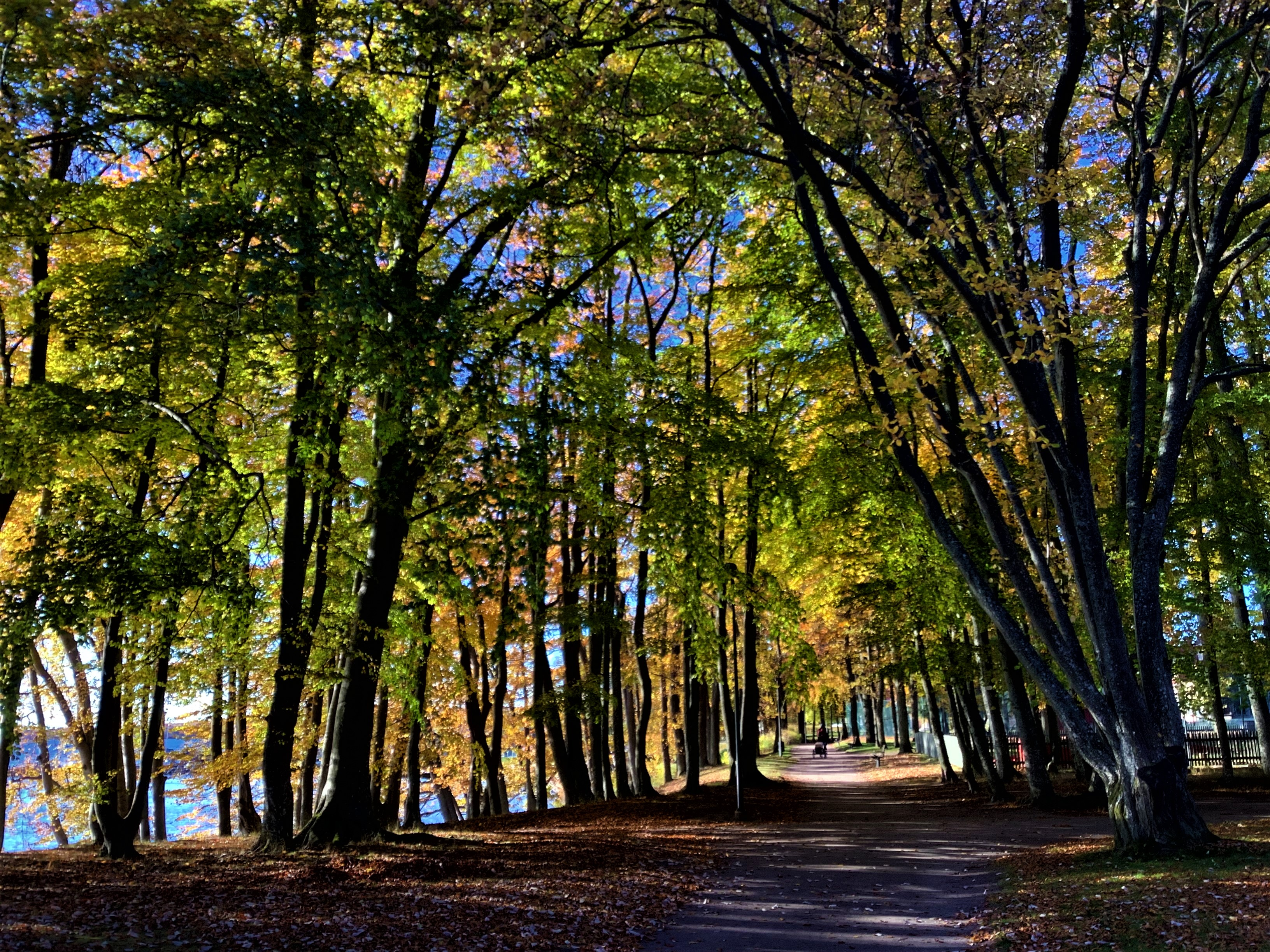

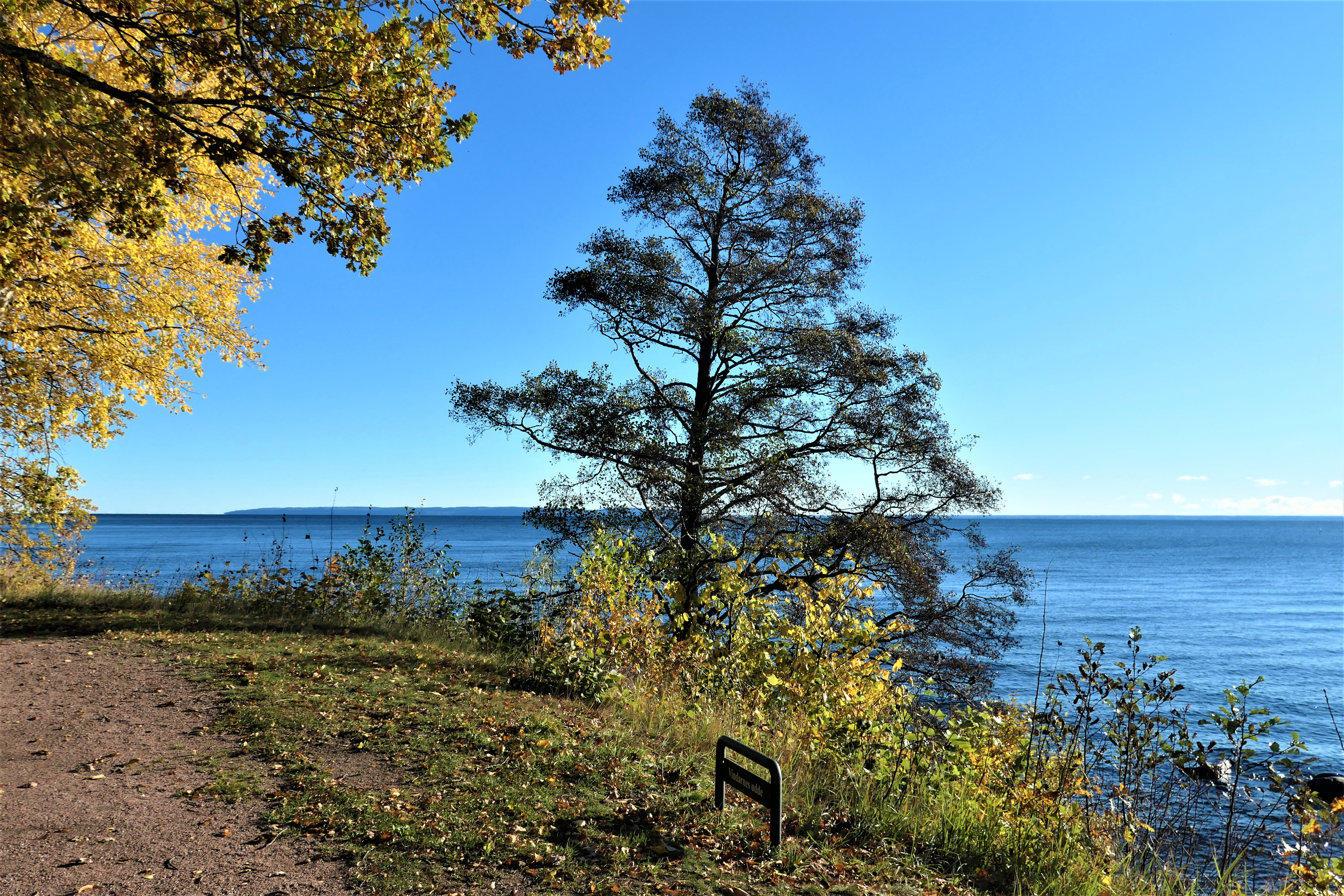
Vindarnes udde

Hjo stadspark är en kommunal park vid Vätterns västra strand i Hjo i Hjo kommun, Västra Götalands län. Parken, som är 650 meter lång och 100-300 meter bred, omfattar cirka nio hektar. Den är byggnadsminne sedan den 31 maj 2018.
Parken uppfördes på 1870-talet i anslutning till Hjo Vattenkuranstalt, ursprungligen som en privat rekreationsanläggning,  avsedd endast för kuranstaltens betalande badgäster. Karaktärisktiskt för Hjo stadspark förutom den tydliga kurortsprägeln är dess stora antal rikligt utsmyckade, äldre byggnader. 
En av villorna i Hjo stadspark, Villa Victoria, är annex till Hotell Bellevue, som färdigställdes 1971 enligt arkitekt Hans-Erland Heinemans ritningar. Det är byggt i modernistisk stil, i tvär kontrast mot den äldre bebyggelsen i parken. I de andra villorna huserar bland annat ett vandrarhem, en förskola och konstnärsateljéer. Det nuvarande hotellet ersatte ett tidigare hotell med samma namn, som brann ner 1932.

## Historik
Initiativet till AB Hjo Vattenkuranstalt togs enligt en nyligen återfunnen originalhandling i december 1876 av  godsägaren greve Sigge Alexis Sparre af Söfdeborg (1830–1897), greve Gustaf Sparre på Almnäs, grosshandlaren Gustaf Sjöstedt, godsägaren Harald Röhss på Munkeberg, godsägaren och riksdagsmannen Jakob Fogelin och G. Rhodin. Provinsialläkaren Wilhelm Baggstedt engagerades 1877 för verksamheten. Ett markområde med strand och utsikt över Vättern inköptes från rådmannen Gustaf Adolf Goldkuhl (1826–1894).
Den tysk-svenske landskapsarkitekten Johan Joseph Sternemann anlitades för utformningen av parken, reserverad för Hjo Vattenkuranstalts gäster, som kom hit för att förbättra sin fysiska eller psykiska hälsa, koppla av och umgås med likasinnade. Badhotellet Bellevue, byggd som järnvägshotell, stod klart redan 1878. Bellevue brann ner 1932, men kurorten var fortsatt verksam fram till 1935. Kurortsparken övergick till att bli stadspark för Hjo stad efter nedläggningen av kurortsverksamheten 1935, och byggnaderna i parken har sedan dess haft varierande funktioner.
I ett första skede fram till 1882 uppförde kuranstalten ett varmbadhus, ett schweizeri och ett kallbadhus. Byggnaderna Villa Götha, Villa Idun och Hotell Bellevue fanns redan inom området, men dessa byggdes om och fick sina nuvarande namn. I ett andra skede fram till 1903 byggdes Villa Victoria, Villa Guldkroken, Villa Svea och Villa Eira. I ett tredje skede fram till 1935 uppfördes Eirapaviljongen och 1913 ersatte de nuvarande badhytterna det tidigare kallbadhuset.
Parken gestaltades i en tidstypisk så kallad tysk trädgårdsstil, som utmärks av slingriga gångvägar, en omfattande grönska med yviga friväxande träd och så kallade tapetgrupper med färgstarka blomsterplanteringar. Parken i Hjo verkar ursprungligen inte ha haft så omfattande rabatter. När Sternemann planerade parken fanns det endast ett fåtal träd inom området. I vårdprogrammet uttrycks det långsiktiga målet, att parken successivt ska återställas till sitt utseende runt år 1900, parkens och anläggningen mest aktiva period.
Den medicinska badinriktningen övergick efterhand till friluftsbad och 1908 bytte anläggningen namn från Hjo Vattenkuranstalt till Hjo Badanstalt. Verksamheten hade ända från start haft en besvärlig ekonomi, men under 1920-talet ökade problemen. År 1932 brann restaurangen Bellevue och tre år senare gick badanstalten i konkurs.
Anläggningen såldes därefter till Hjo stad och parken omvandlades till en stadspark. Många av byggnaderna i parken kom successivt att få annan användning, men få revs. År 1966 tillkom simbassängen Guldkroksbadet och 1971 uppfördes det nuvarande Hotell Bellevue efter ritningar av arkitekten Hans-Erland Heineman med en stark tidskänsla. I mitten på 1980-talet uppfördes en scenbyggnad centralt i parken. År 1991 sålde Hjo kommun hotellet Bellevue och villorna Idun, Victoria, Flora och Guldkroken till Wennergrens Byggnads AB.

## Byggnadsminne
Stadsparken i Hjo och dess byggnader förklarades sommaren 2018 som byggnadsminne. Detta innebär bland annat, att den ska vårdas och underhållas, att dess karaktär ska bevaras och att tillstånd från Länsstyrelsen krävs för eventuell ombyggnad av tillhörande byggnader. Stadsparken med sina byggnader är Hjos första byggnadsminne.

## Etappvis utbyggnad
Byggverksamheten inom parkområdet pågick under tre intensiva perioder, och parkens sträckning utökades successivt, genom nyförvärv.
Under perioden  1877–1882 uppfördes varmbadhuset, schweizeriet och kallbadhuset vid hamnpiren. Byggnaderna som fick namnen Villa Götha och Villa Idun fanns i området sedan tidigare, liksom det ursprungliga hotell Bellevue. 
Under perioden 1882–1903 byggdes Villa Victoria, Villa Guldkroken, Villa Svea och Villa Eira. Villa Flora och Villa Idun förvärvades. Kuranstalten köpte också järnvägshotellet, som inrättades som restaurang Bellevue.
Under perioden 1903–1935 uppfördes Eirapaviljongen och strandbadets badhytter. Badhytterna ersatte kallbadhuset, då detta var uttjänt. Som sista byggnad före nedläggningen uppfördes en liten entrébyggnad, då man infört en entréavgift för besökare till parken.

## Byggnader i Hjo stadspark i urval
- Varmbadhuset, eller Societetshuset, byggdes 1877–1878 efter ritningar av Värsåsbyggmästaren Anders Pettersson. Endast mittendelen kvarstår av det ursprungliga varmbadhuset.
- Eirapaviljongen norr om villa Eira byggdes 1907, efter ritningar av arkitekt Lars Kellman.
- Villa Eira byggdes 1892, efter ritningar av göteborgsarkitekten Adrian Crispin Peterson.
- Uthuset vid villa Eira byggdes parallellt med villan, 1892. Arkitekt var Adrian Crispin Peterson, Göteborg.
- Doktorsvillan antas vara byggd i mitten av 1920-talet. Det finns inga uppgifter om byggnadens tidigare funktion eller om den varit knuten till vattenkuranstalten. Huset är och har möjligen alltid varit privatägt. Det kan finnas en träfasad under eternitplattorna huset klätts med. Arkitekt okänd.
- Villa Svea byggdes 1892, efter ritningar av göteborgsarkitekten Adrian Crispin Peterson.
- Villa Götha färdigställdes på 1870-talet som en privatbostad. Villa Götha är byggt av sten med slätputsade fasader, till skillnad från de andra villorna i området, som är byggda av trä.
- Villa Guldkroken byggdes 1885 som bostäder för kurortens gäster. Arkitekt var samma som för Villa Flora och Villa Victoria, Pehr August Petersson från Värsås.
- Villa Flora, liksom Villa Victoria, uppfördes specifikt som bostadshus för vattenkuranstaltens gäster år 1882. Arkitekt var Pehr August Petersson från Värsås, som också ritade Villa Victoria och Villa Guldkroken, i schweizerstil med stora taksprång och omfattande, dekorativa snickeridetaljer. Villan används idag för bostadsändamål.
- Villa Victoria byggdes såsom Villa Flora 1882, som bostäder för vattenkuranstaltens gäster och är annex till Hotell Bellevue. Arkitekt var Pehr August Petersson från Värsås, som också ritade Villa Flora och Villa Guldkroken.
- Villa Idun byggdes under tidigt 1800-tal som manbyggnad på en rådmannen Gustaf Adolf Goldkuhl (1826–1894) tillhörig lantegendom, renoverades 2014–2015. I villan finns numera hyreslägenheter.
- Strandbadet byggdes efter skisser av arkitekt Lars Kellman, daterade 1913. Friluftsbadet med badhytter byggdes för att ersätta kallbadhuset från 1881 som tjänat ut, strax söder om det nuvarande strandbadet.
- Som sista byggnad före nedläggningen uppfördes en liten entrébyggnad, då man infört en entréavgift för besökare till parken.
- Villa Olga vid Bangatan har alltid varit i privat ägo, men kan ha använts för inackordering av kurortens gäster i privat regi. Den uppfördes som mejeri av greve Posse i samband med järnvägslinje till Vreten, troligen 1883.

## Bildgalleri

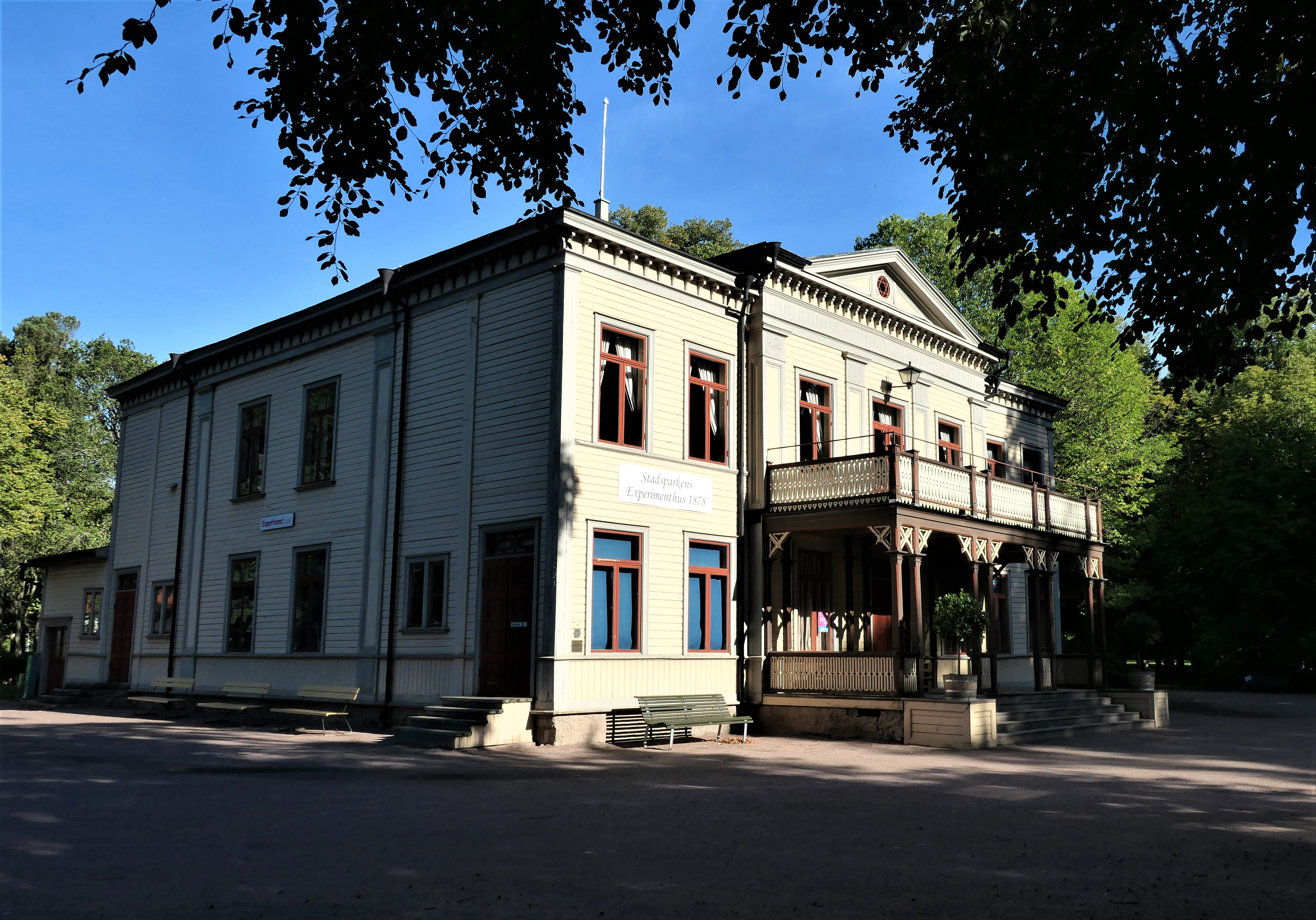
Bad- och societetshuset i Hjo
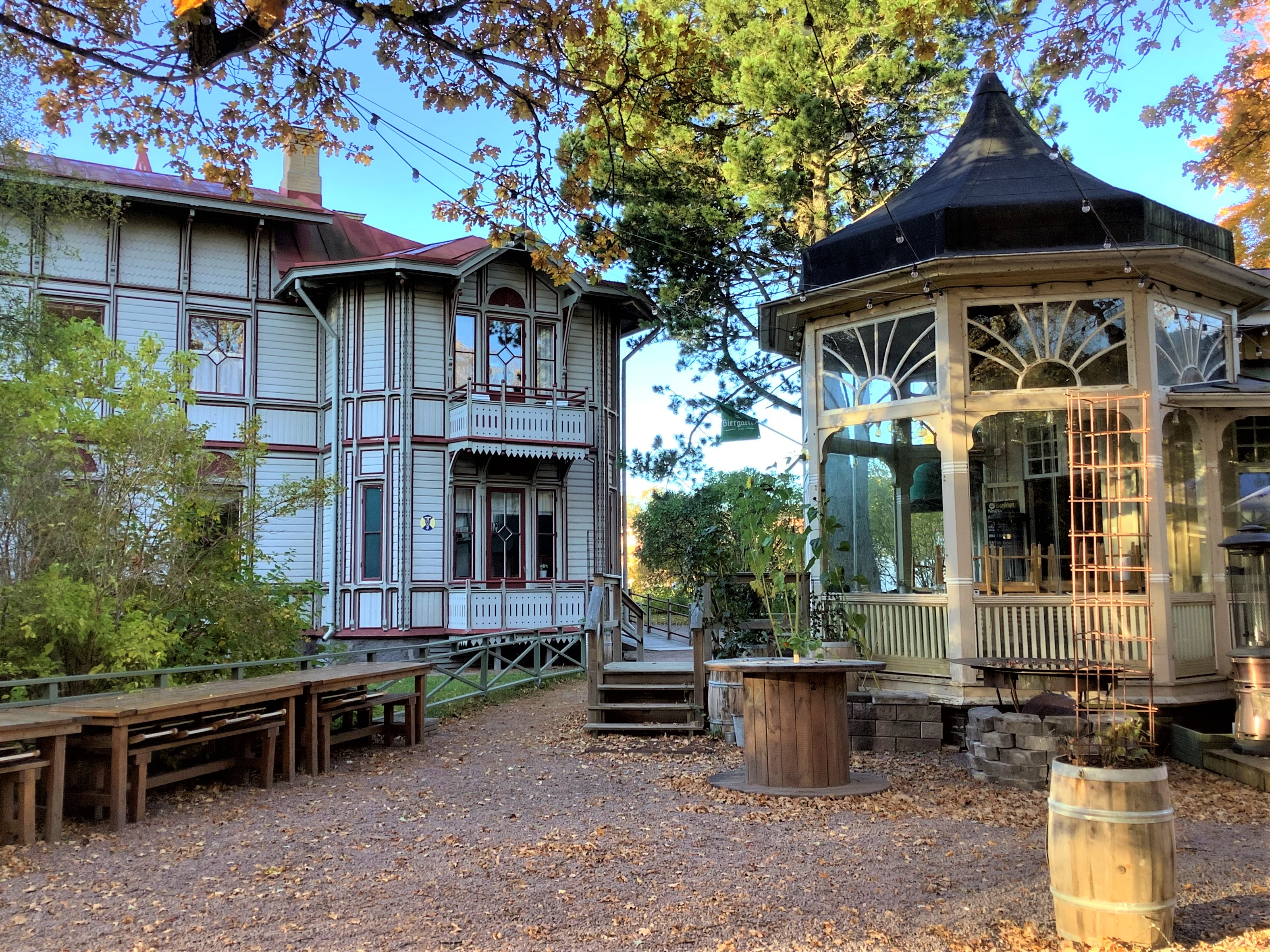
Villa Eira och Eirapaviljongen
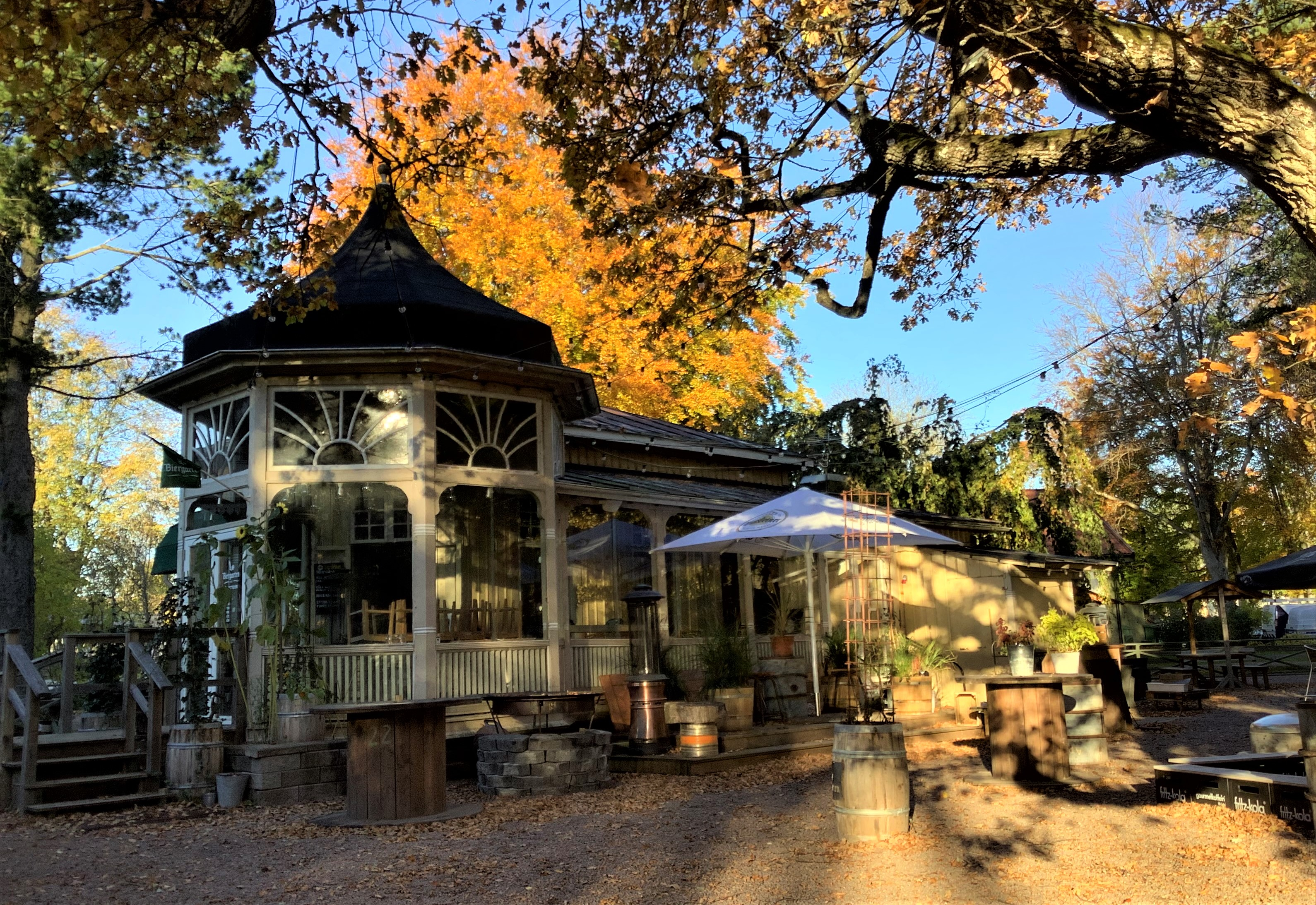
Eirapaviljongen
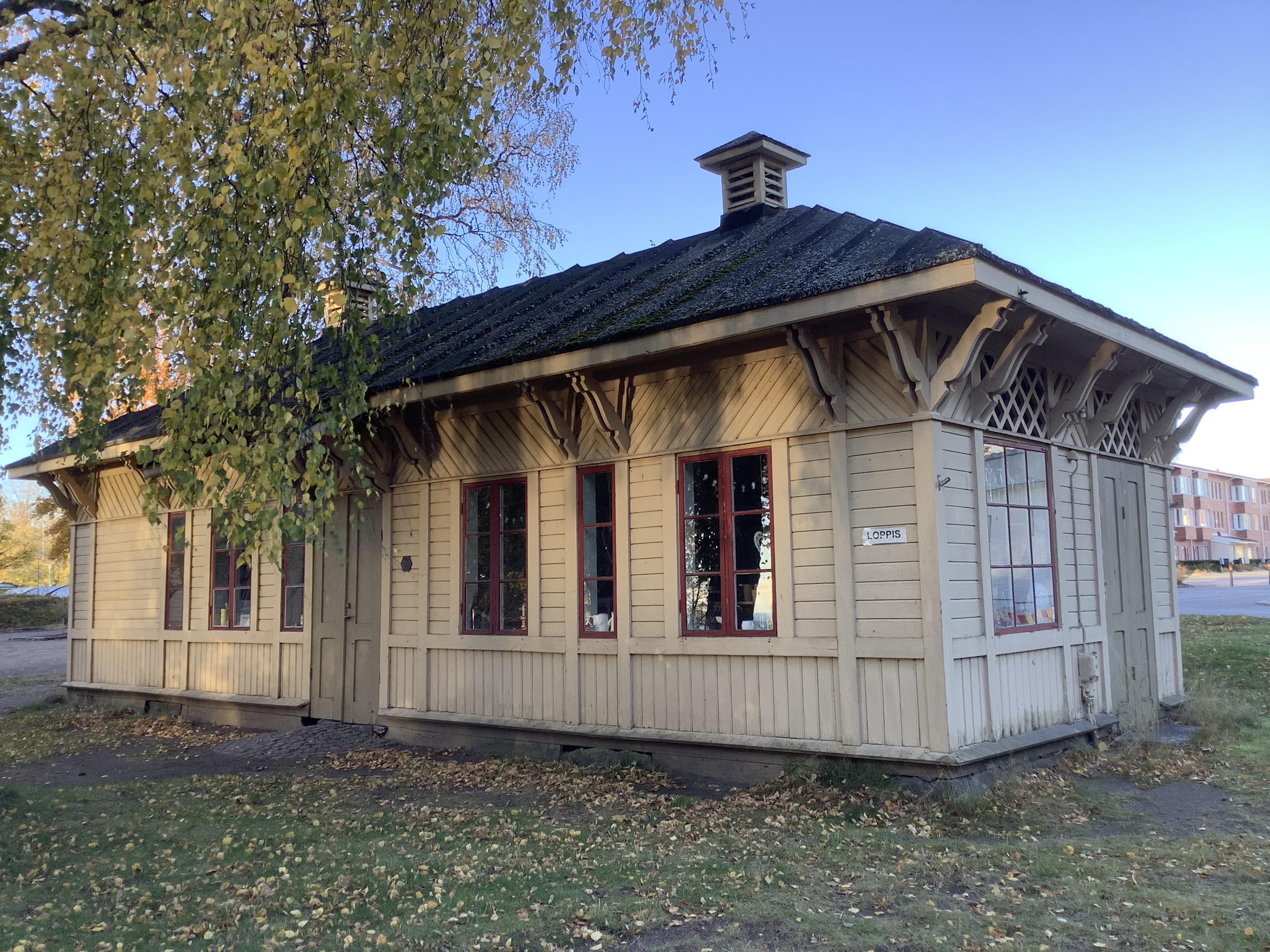
Uthuset
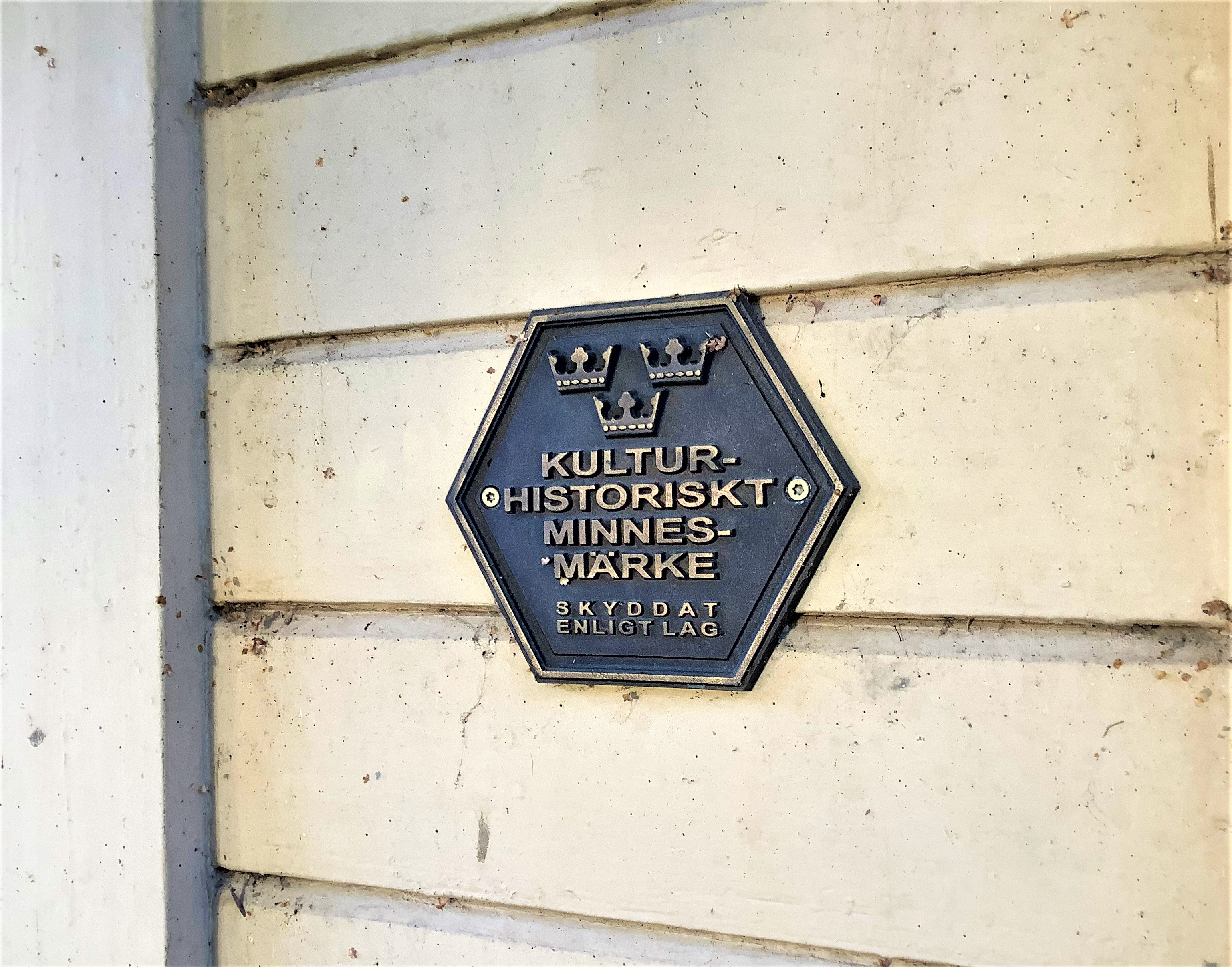
Skylt på Uthuset
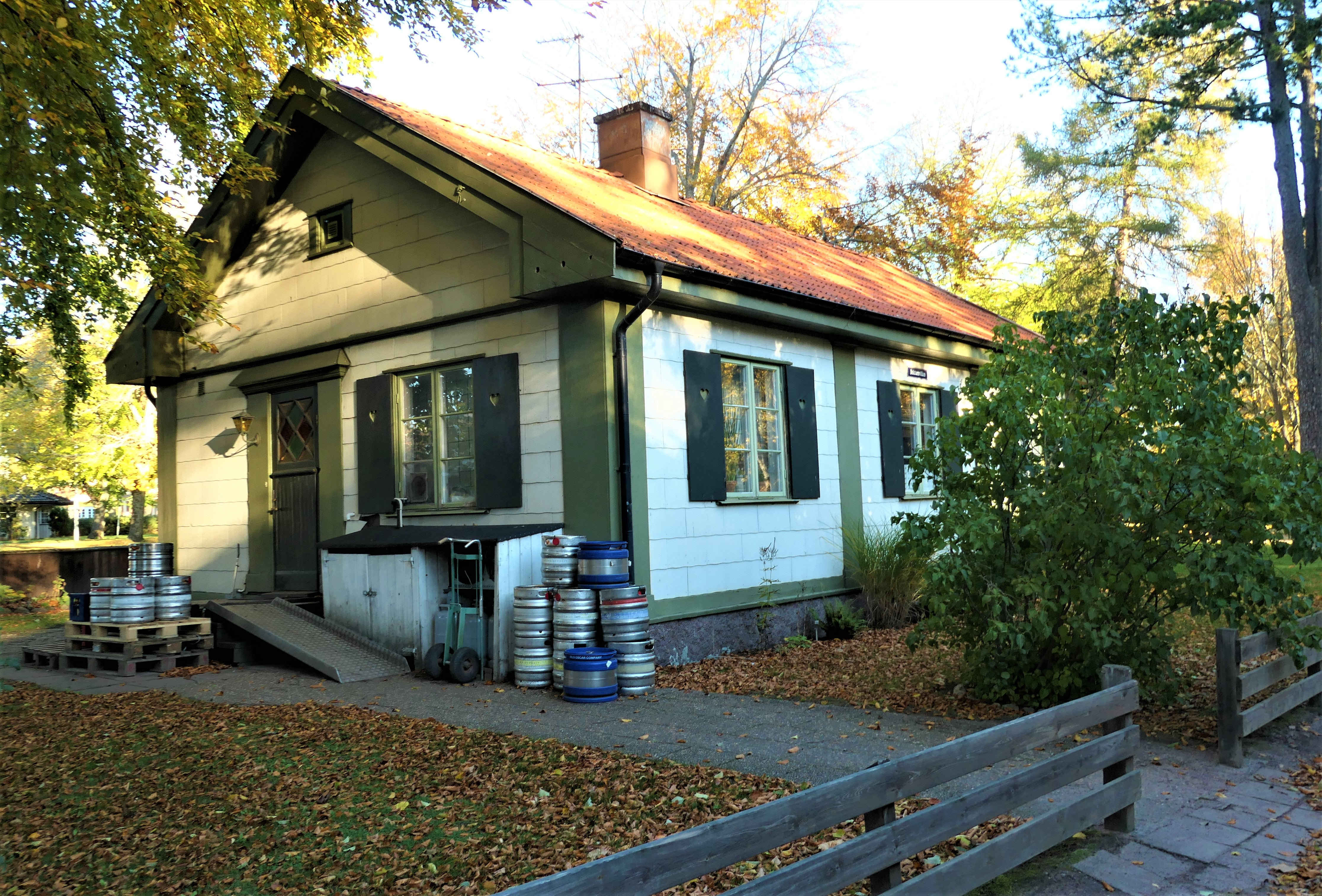
Doktorsvillan
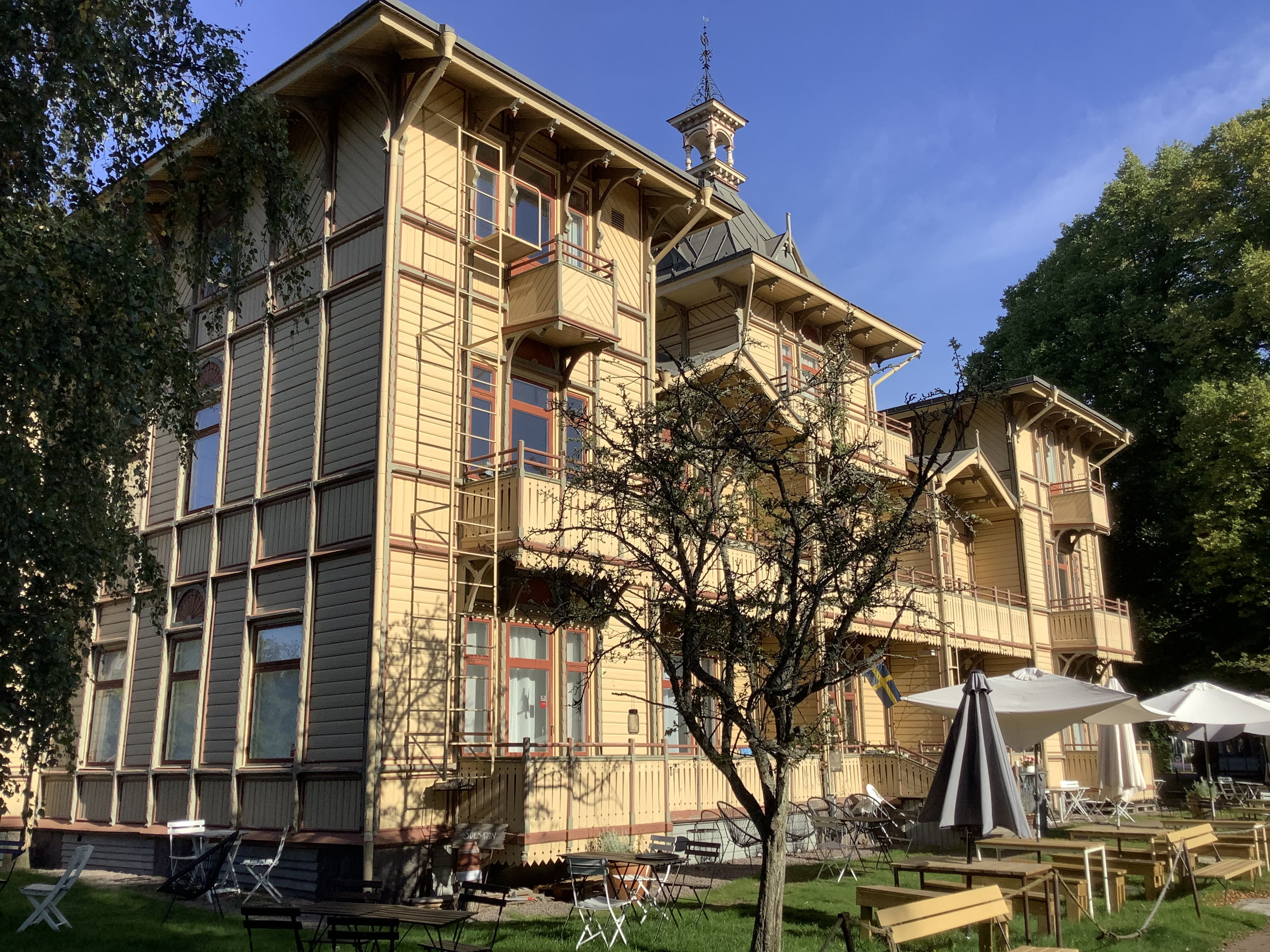
Villa Svea
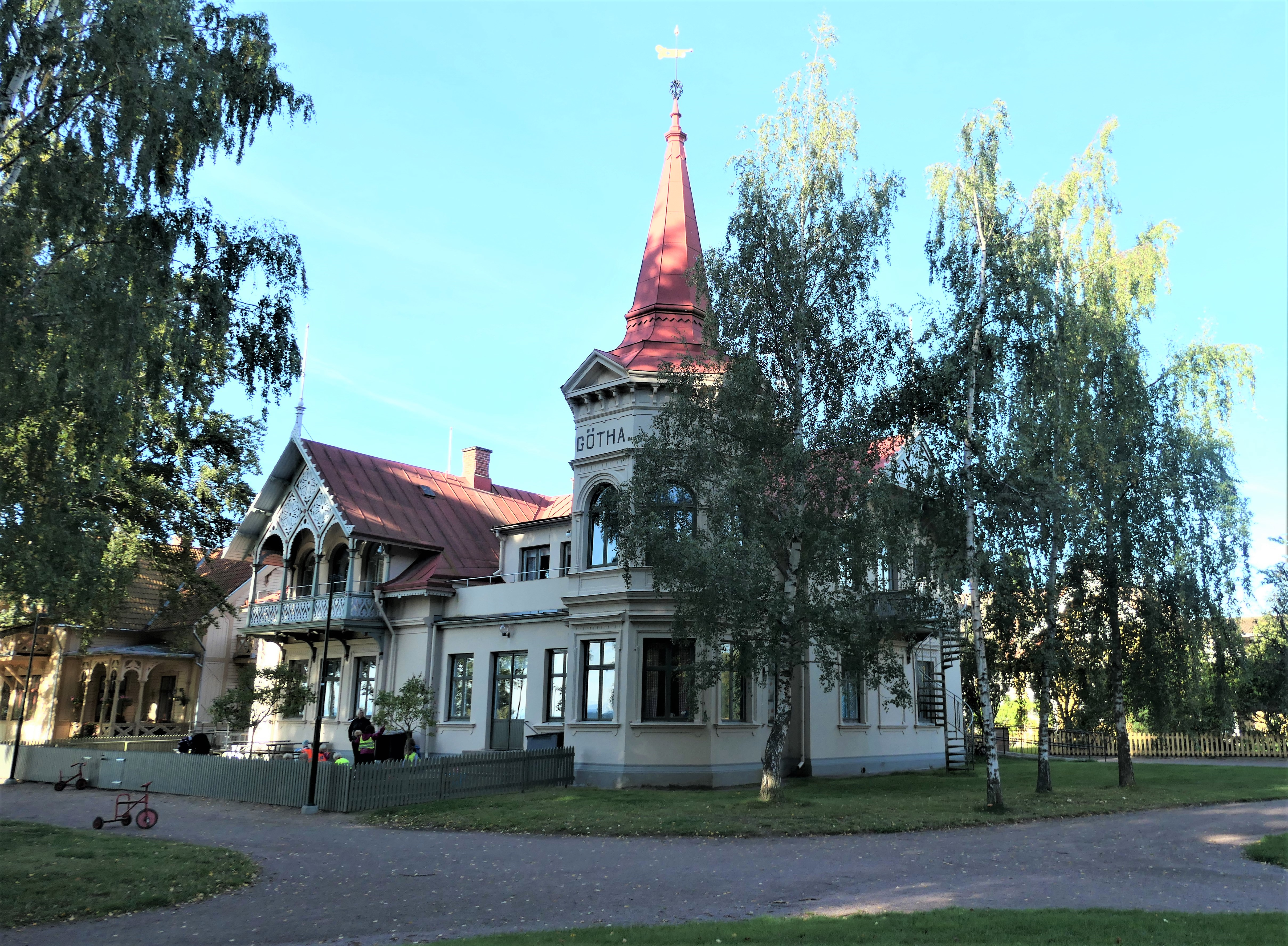
Villa Götha
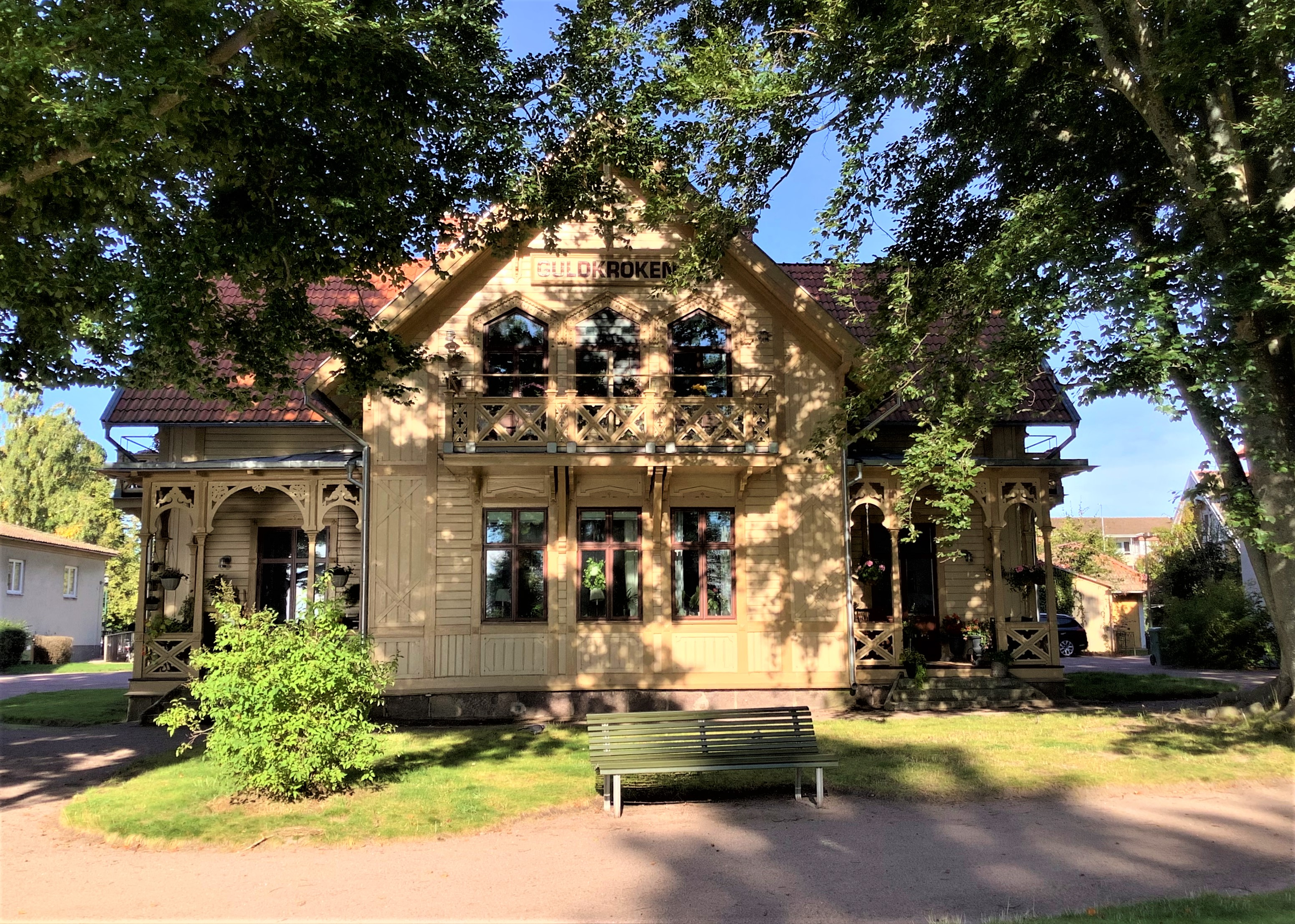
Villa Guldkroken
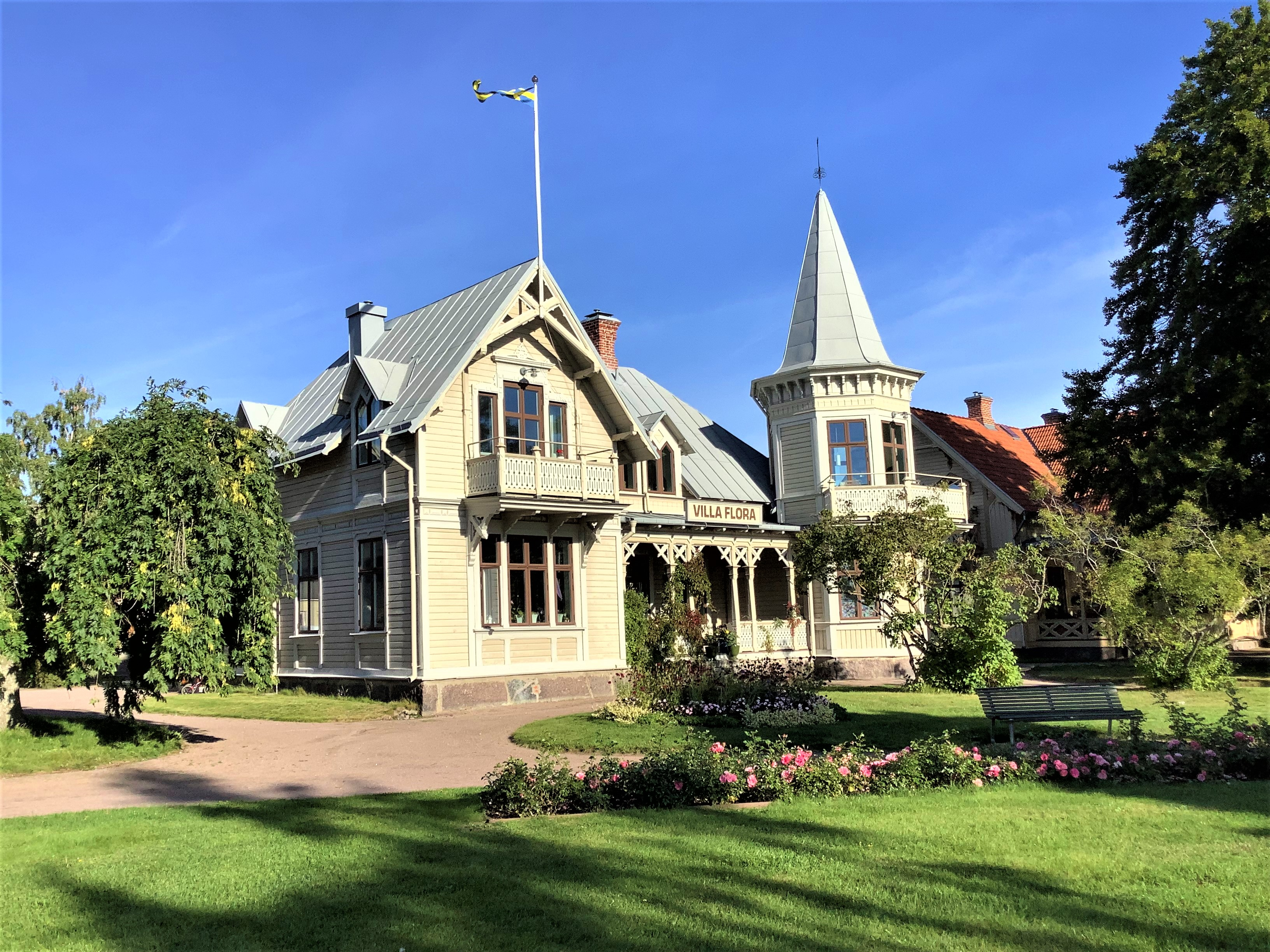
Villa Flora
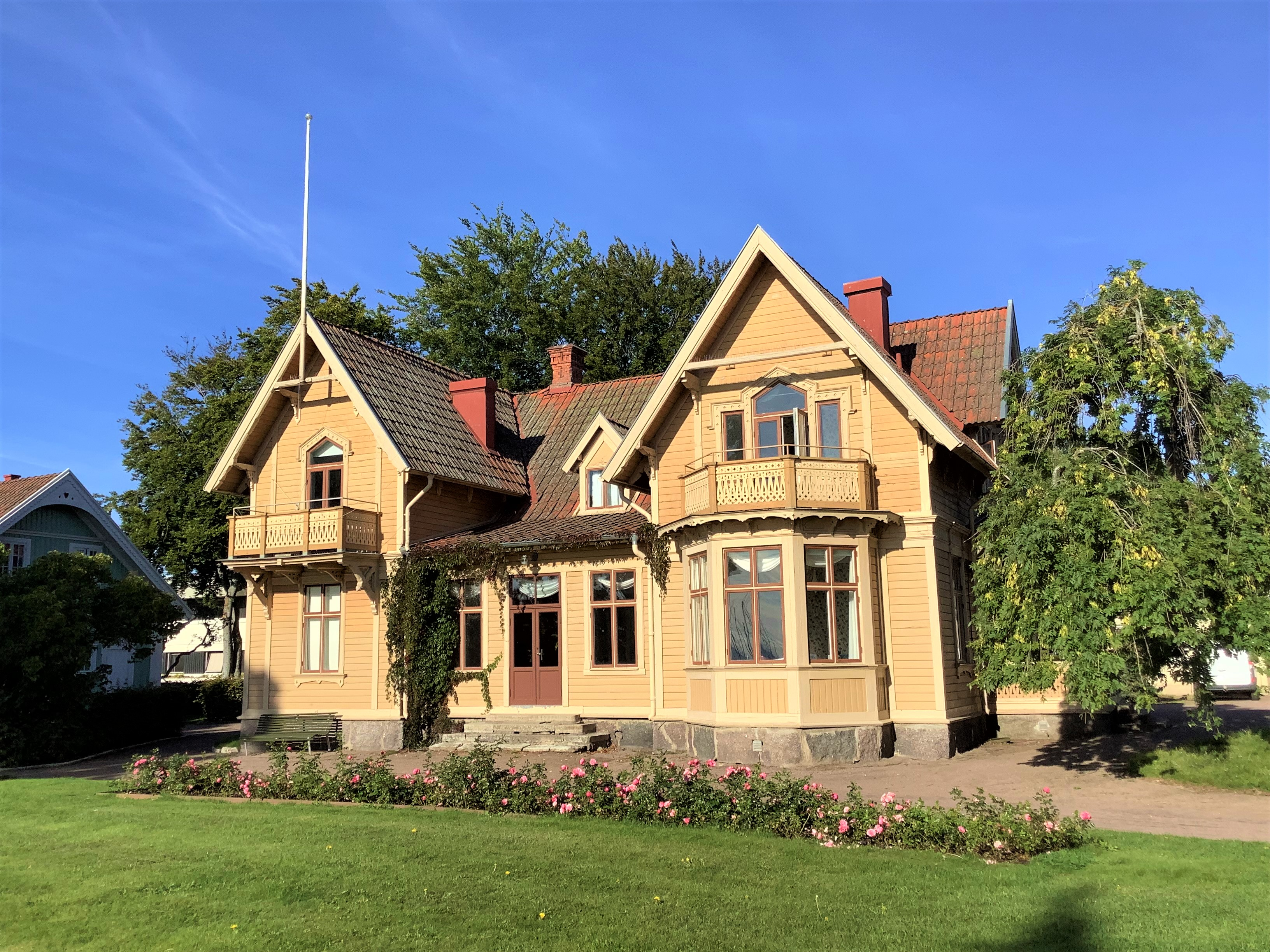
Villa Victoria
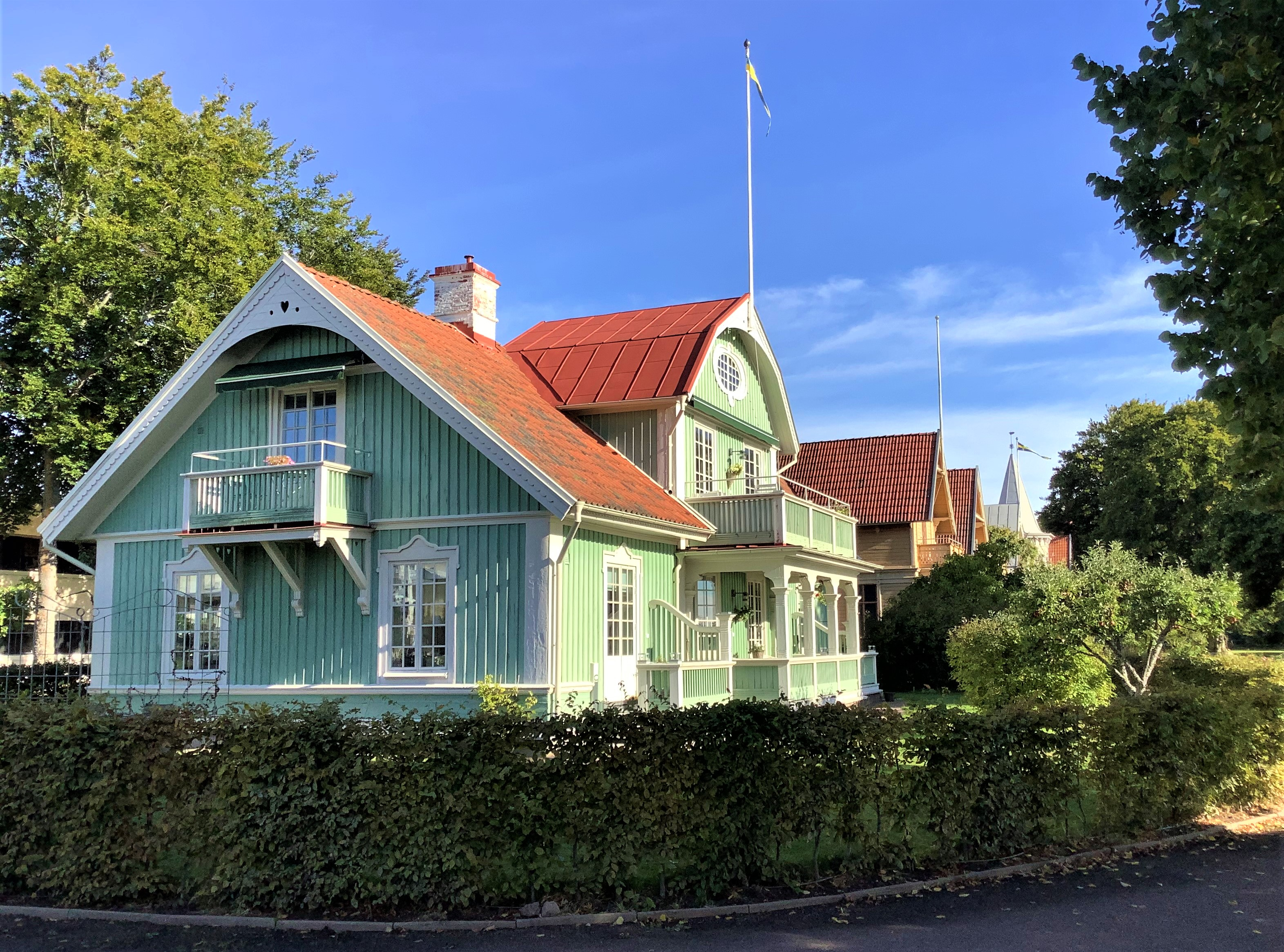
Villa Idun
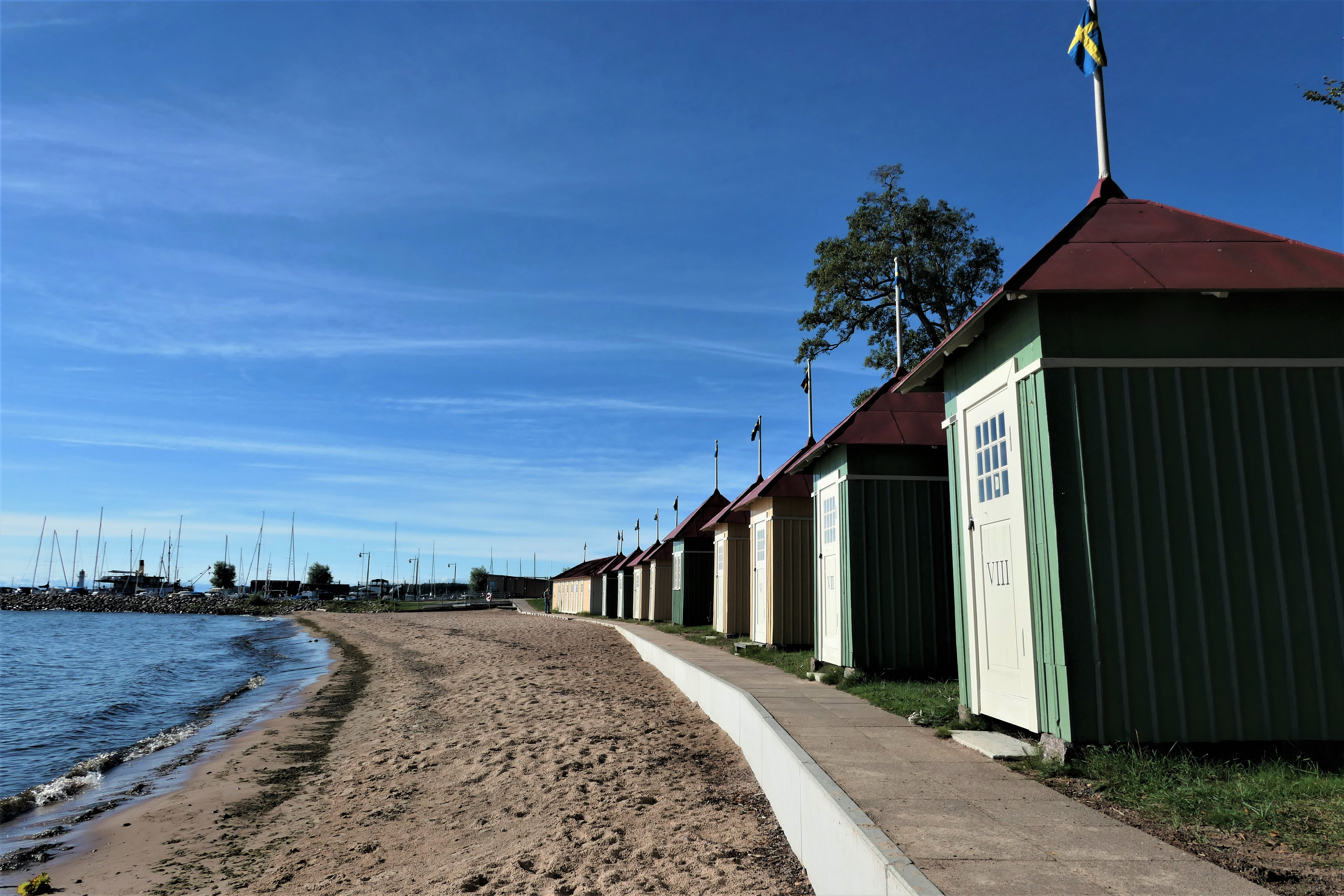
Strandbadet i Hjo
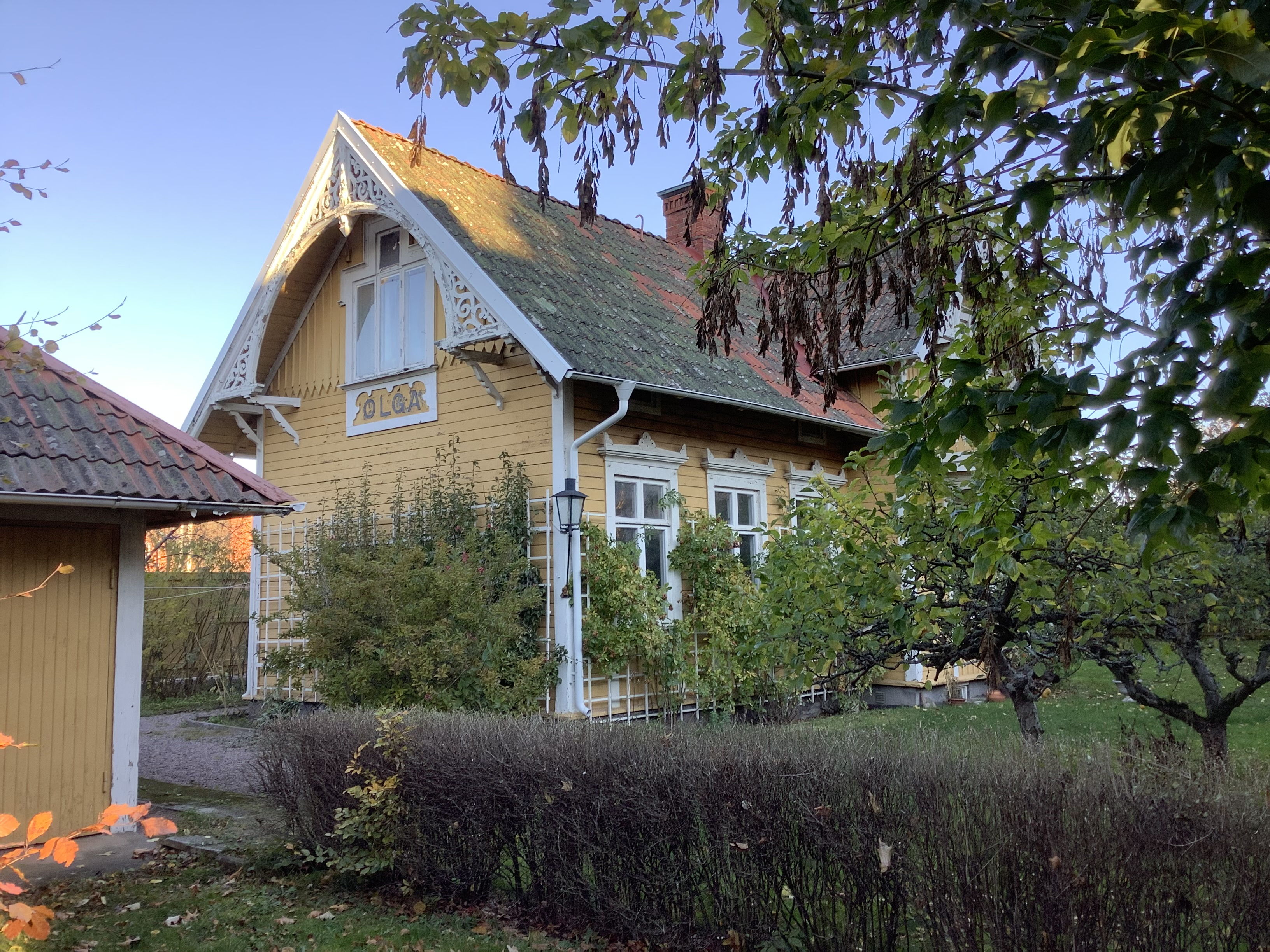
Villa Olga